# John Gilbert (archevêque)
Pour les articles homonymes, voir John Gilbert.
John Gilbert (1693-1761) est un ecclésiastique anglican.
Il est évêque de Llandaff de 1740 à 1748, puis évêque de Salisbury de 1749 à 1757 et enfin archevêque d'York de 1757 à sa mort.
Sa fille, Emma Gilbert, épouse en 1761, Lord Edgcumbe, Amiral dans la Royal Navy.